# Berga (Kyffhäuser)

Berga vom Kirchhof der Petri-Pauli-Kirche aus gesehen

Berga ist eine Gemeinde in der Verbandsgemeinde Goldene Aue im Landkreis Mansfeld-Südharz, im thüringisch geprägten Teil Sachsen-Anhalts, Deutschland.

## Lage
Der Ort an der Thyra liegt rund 20 km westlich von Sangerhausen (Luftlinie) und rund 15,5 km östlich von Nordhausen inmitten der Goldenen Aue am südöstlichen Ausläufer des Alten Stolbergs. Die Thyra fließt mitten durch den Ort, 1,3 km weiter südlich unterhalb des Ortes fließt sie in die Helme. Die Talsperre Kelbra und der Kyffhäuser liegen südlich des Ortes. Der untere Teil der Thyra wurde unterhalb des Dammes umgeleitet, damit sie nicht in die Talsperre einfließt. Der Ort Berga gliedert sich auf in Oberdorf (nordwestlicher Teil auf der Höhe der Südostspitze des Alten Stolbergs, wo auch die Kirche St. Peter und Paul sich befindet) und das südöstliche Unterdorf längs der Thyra unten in der Niederung der Goldenen Aue.

### Nachbarorte
Im Norden befindet sich Uftrungen, nördlich von Uftrungen erhebt sich der Harz. Im Nordosten ist Rosperwenda, am Südhang des Südharzer Zechsteingürtels gelegen. Hinter Rosperwenda auf der Nordseite des Zechsteingürtel befindet sich der Episodische See oder Bauerngraben, ein geschlossenes Einzugsgebiet, in welchem das Wasser nur unterirdisch abfließen kann. Im Osten liegt Roßla, im Südosten Thürungen und Kelbra; hinter Kelbra erhebt sich das Kyffhäusergebirge. Im Süden erstreckt sich die Fläche des Stausees Kelbra, am gegenüberliegenden Ufer befindet sich die Numburg, dahinter die Höhen der Badraer Schweiz hinter der Badra liegt. Im Südwesten Auleben, hinter dem sich die Höhen der Windleite erheben, im Westen an der ehemaligen B 80 Richtung Nordhausen liegt Görsbach. Im Nordwesten erhebt sich langsam die Hochfläche des Alten Stolbergs. In unmittelbarer Ortsnähe den Flusslauf der Thyra aufwärts folgend, befindet sich der zu Berga eingemeindete Ort Bösenrode, weiter Thyra aufwärts am Fuße des Alten Stolbergs die Höhle Heimkehle, weiter nordwestlich dann der Ort Rottleberode.

### Ortsteile
- Berga
- Bösenrode
- Rosperwenda

### Wüstungen
Rings um Berga gab es viele Ortschaften, welche seit langer Zeit nicht mehr existieren und als Wüstungen zum großen Teil in Vergessenheit geraten sind. Nördlich von Berga, auf halbem Weg nach Uftrungen lag einst der Ort Bernecke, im Südosten hinter Thürungen an der Helme unweit des Hernsgenberges der Ort Ramderode. Südlich von Berga, Thyra-abwärts, wo früher die alte Thyramühle war, lag einst das Dorf Topfstedt. Im Südwesten in unmittelbarer Nähe von Aumühle lag auf der Nordseite der Helme der Ort Vorrieth, südlich der Helme Richtung Auleben Langenrieth. Im Westen auf halber Strecke zwischen Berga und Görsbach, wo früher die alte Ziegelei stand, lag das Dorf Tütchenwende. Im Nordwesten an der Südabdachung des Alten Stolbergs um das Forsthaus Rodeberg herum gab es mehrere Ortschaften, wie Timderode, Nicolausrode, Crimderode und Trockenbach.

### Naturschutzgebiete (NSG)
In der näheren Umgebung Bergas liegen die folgenden drei Naturschutzgebiete, welche sich durch die politische Teilung der Region auf vier Naturschutzgebiete bzw. vier FFH-2000-Gebiete, drei Vogelschutzgebiete und ein Ramsar-Schutzgebiet aufgeteilt wurden:
Schutzgebiet (1); im Nordwesten von Berga, um den Alten Stolberg herum:
- NSG Alter Stolberg mit 6,233 km², Nummer 20 730 (Nordhang und Westhang des Alten Stolbergs um Stempeda und Steigerthal), dieses Gebiet ist identisch mit dem Vogelschutzgebiet und FFH (Flora-Fauna-Habitat) 2000 Gebiet „Alter Stolberg“.
- NSG Alter Stolberg und Grasburger Wiesen, mit 0,2426 km² mit der Nummer 162 121 (in unmittelbarer Nähe westlich von Rottleberode). Dieses Gebiet bildet gemeinsam mit dem NSG Gipskarstlandschaft Heimkehle ein gemeinsames FFH-2000 Gebiet „Alter Stolberg und Heimkehle im Südharz“, mit 0,86 km²
- NSG Gipskarstlandschaft Heimkehle, mit 0,6286 km², und der Nummer 163 254 (südlich von Rottleberode, östlich von Uftrungen am Osthang des Alten Stolbergs).
- FFH-2000-Gebiet „Reesberg“: die westliche Erweiterung des NSG Gipskarstlandschaft Heimkehle, dieses FFH-Gebiet ist weder als NSG, noch als Vogelschutzgebiet ausgezeichnet.
Schutzgebiet (2); im Süden und Südwesten von Berga um den Stausee Kelbra herum und seiner westlichen Erweiterung als Hochwasserrückhaltebecken bzw. Feuchtgebiet, einschließlich der Salzwiesen östlich von Auleben:
- NSG Schloßberg - Solwiesen, mit 5,415 km² und der Nummer 165 423, welches sich vor allem in der Gemarkung Badra und Auleben befindet, sich über Teile des Helmestausees und der Salzwiesen in der Niederung der Goldenen Aue, aber auch über die südlich befindlichen die Höhen der Badraer Schweiz erstreckt. Dieses NSG befindet sich innerhalb des größeren FFH-Gebiets Kyffhäuser - Badraer Schweiz - Solwiesen, welches eine Fläche von 33,82 km² aufweist, und weitere vier NSG beinhaltet, welche aber von Berga aus weiter entfernt sind.
- Vogelschutzgebiet Helmestausee Berga-Kelbra mit 7,85 km². Dieses Vogelschutzgebiet beschränkt sich ausschließlich auf die Fläche des Kelbraer Stausees innerhalb der Gemarkungen von Kelbra und Berga. Es ist weder als NSG oder FFH-Gebiet ausgezeichnet.
- Vogelschutzgebiet Kyffhäuser - Badraer Schweiz - Helmestausee, mit 37,91 km². Dieses Vogelschutzgebiet erstreckt sich über die restliche Fläche des Stausees Kelbra, aber auch die Feuchtgebiete westlich davon, einschließlich dem gesamten oben genannten FFH-2000-Gebiet Kyffhäuser – Badraer Schweiz – Solwiesen, einschließlich dem darin befindlichen NSG Schlossberg-Solwiesen und den anderen vier NSG.
- Ramsar-Schutzgebiet Nummer 176 Helmestausee Berga-Kelbra, seit 1978; mit 14,53 km² Ausdehnung, welches das gesamte Vogelschutzgebiet Helmestausee Berga-Kelbra und den nördlichen in der Niederung der Goldenen Aue befindlichen Teil des Vogelschutzgebietes Kyffhäuser – Badraer Schweiz – Helmestausee mit einschließt.
Schutzgebiet (3); NSG Gipskarstlandschaft Questenberg, mit einer Ausdehnung von 39,0 km², welches sich nordöstlich von Berga hinter (nördlich und nordöstlich von) Rosperwenda oder östlich von Uftrungen erstreckt, über die Höhen des gesamten Südharzer Zechsteingürtels in seinem Abschnitt zwischen Uftrungen und Lengefeld bei Sangerhausen.

## Geschichte

### Anfänge
Steinzeitliche Spuren zeigten sich mit der Entdeckung des Einzelgrabes von Berga bei Straßenbauarbeiten.
Berga lag wie alle Orte in der Goldenen Aue im mittelalterlichen thüringischen Helmegau.
Am 5. Februar 985 schenkte König Otto III. seinen Hof in Berge im Helmegau der Äbtissin Mathilde von Quedlinburg. Bereits einige Tage zuvor, am 28. Januar 985, war diese Urkunde ausgefertigt, aber nicht durch Unterschrift vollzogen worden.

### Rothenburger (1101–1223) und Beichlinger (1223– nach 1300)
Der Nachbarort Kelbra unterstand von 1101 bis 1223 der Herrschaft der Rothenburger, welche ihren Sitz auf der über der Stadt befindlichen Rothenburg hatten. Im Jahre 1223 verstarb Graf Christian von der Rothenburg kinderlos und vererbte Burg und Besitz an die Grafen von Beichlingen. Beide Herrschaften hatten viele Ortschaften in der Goldenen Aue in ihrem Besitz, vermutlich auch über Berga.

### Grafschaft Hohnstein (nach 1300–1413)
Nach 1300 verkauften die Beichlinger nach und nach ihre Besitzungen in der Goldenen Aue an die Grafen von Hohnstein. Die Stadt Kelbra wurde erst 1348 an die Grafschaft Hohnstein verkauft; die Stadt Heringen sehr viel früher. Wann genau Berga an die Hohnsteiner kam, ist im Moment noch nicht belegbar. Aber es gehörte wie die benachbarte Stadt Kelbra lange Zeit zu dieser. 1373 wurde die Grafschaft Hohnstein auf die Linien Hohnstein-Kelbra-Heringen und Hohnstein-Lohra-Klettenberg vollständig aufgeteilt. Berga kam irgendwann zur Linie Honstein Kelbra-Heringen, später Unterlinie Hohnstein - Kelbra, aus welcher das spätere Amt Kelbra hervorging. Aus der Unterlinie Hohnstein-Heringen ging das spätere Amt Heringen hervor. Beide Ämter unterlagen gleichen Herrschafts- bzw. Verwaltungseinheiten bis zum Jahre 1952.
Berga hat zusammen mit Görsbach, Schwenda, Uftrungen, Bösenrode, Rosperwenda und Thürungen einen Anteil am Siebengemeindewald, der den Gemeinden vom Grafen zu Stolberg für die Rettung seines Sohnes 1341 geschenkt wurde.
Im Fleglerkrieg 1412 wurden große Teile der Grafschaft Hohnstein-Kelbra-Heringen zerstört.

### Wettiner, Stolberger und Schwarzburger (1413–1806)
Bereits 1413 musste nach dem Fleglerkrieg der Hohnsteiner Graf Dietrich IX seine Ansprüche auf die Ämter Kelbra und Heringen an die Thüringer Landgrafen Friedrich IV. der Streitbare, Willhelm II. und Friedrich IV. aus dem Hause Wettin überlassen. Nach und nach wurde dieser Besitz an die örtlichen Grafen zu Stolberg und Schwarzburg verpfändet und somit verwaltet.
Berga lag im Amt Kelbra, welches aus der Linie Hohnstein-Kelbra der Grafschaft hervorging. Weitere zugehörige Ortschaften waren Thürungen, die Stadt Kelbra, Altendorf, Lindeschu, Sittendorf und Tilleda.

### Napoleonische Zeit (1806–1815)
Mit der Schaffung des Rheinbund im Jahre 1806, dem Königreich Westphalen (1807) und der Schaffung des Königreich Sachsen (1806), dank eines Bündnisses des Kurfürstentums Sachsen mit Napoleon; lagen die Ämter Heringen und Kelbra im Rheinbund und somit durchgehend unter der Kontrolle Napoleons. Auf den historischen Karten aus dieser Zeit ist ersichtlich, dass diese Ämter weder im Königreich Westphalen, noch im Königreich Sachsen lagen, aber ganz in ihrer Nähe und innerhalb des Rheinbundes, an welche sich spätestens im Jahre 1808 auch Schwarzburg und Stolberg angeschlossen hatten.

### Preußische Provinz Sachsen
Nach dem Sieg über Napoleon erfolgte der Wiener Kongress (1814–1815), auf welchen die großen Siegerstaaten sich reichlich mit Territorien selbst bedienten. Preußen annektierte nicht nur weite Gebiete des Königreiches Sachsen als Strafe (Vorwand) für sein Bündnis mit Napoleon, sondern auch bis dahin selbstständige Städte, geistliche Territorien und Kleinstaaten Thüringens, Hessens und des Rheinlandes; hier im Gebiet der Goldenen Aue die Grafschaft Stolberg, die freie Reichsstadt Nordhausen und die bisher unter gemeinschaftlicher Schwarzburger und Stolberger Herrschaft stehenden Ämter Heringen und Kelbra. Sämtliche ehemals Sächsischen- und Thüringischen Annexionen wurden in der neu entstandenen preußischen Provinz Sachsen zusammengefasst. Beide Ämter gemeinsam mit der gesamten Grafschaft Stolberg und somit auch die Stadt Kelbra kamen an den Regierungsbezirk Merseburg und dort an den Landkreis Sangerhausen (Provinz Sachsen), während die Grafschaft Schwarzburg für den Verlust beider Ämter von Preußen eine Abfindung erhielt. So kamen die Ämter Heringen un Kelbra mit dem Dorf Berga im Jahr 1816 an den Regierungsbezirk Merseburg der preußischen Provinz Sachsen.

### Zweiter Weltkrieg
Am 22. Februar 1945 wurde der Schnellzug D 190 Leipzig-Köln im Bergaer Kuhried von US-Tieffliegern mit Bordwaffen angegriffen. 41 Fahrgäste wurden getötet. Im Krankenhaus Nordhausen starben noch 21 Schwerverletzte an ihren Schusswunden: zusammen also 62 Todesopfer.
Am 12. April 1945 wurden fünf Wehrmachtssoldaten, die in der Nähe des Bahnhofs Verteidigungsstellung bezogen hatten, von US-Truppen aus dieser „herausgeschossen“ und nach Gefangennahme auf dem Grundstück Ohl erschossen.

### Sowjetische Besatzungszone und DDR-Zeit (1945–1990)
Anfang Juli 1945 wurde Berga, wie die ganze preußische Provinz Sachsen von den Amerikanern an die Rote Armee übergeben und damit Bestandteil der Sowjetischen Besatzungszone (SBZ) und ab 1949 der DDR.
Unter der sowjetischen Militäradministration wurde 1945 aus den preußischen Regierungsbezirken Merseburg und Magdeburg, dem dazwischenliegenden Freistaat Anhalt und den Braunschweigischen Territorien um Calvörde und Blankenburg kurzfristig eine neue „Provinz Sachsen“ gegründet, welche mit der Auflösung Preußens 1947 erstmals ein Land Sachsen-Anhalt geschaffen wurde. So kam auch die Ämter Heringen und Kelbra mit all ihren Dörfern als Teil des Landkreises Sangerhausen des Regierungsbezirk Halle-Merseburg in dieses neue Land Sachsen-Anhalt. Der preußische Regierungsbezirk Erfurt mit der Stadt Nordhausen und der umliegenden Kreis Grafschaft Hohnstein kam nach Thüringen. Am 7. Oktober 1949 wurde die DDR gegründet, am 23. Juli kam das „Gesetz über die weitere Demokratisierung des Aufbaus und der Arbeitsweise der staatlichen Organe in den Ländern in der Deutschen Demokratischen Republik“, in welchem die damaligen Länder ihre Kreise neu zu gliedern hatten und diese in mehrere Bezirke zusammenzufassen, um dann ihre Aufgaben auf diese zu übertragen. Dies wurde bereits zum 25. Juli 1952 umgesetzt. Es entstanden 14 Bezirke, aus 132 Kreisen wurden 217 (Kreisreformen in der DDR). Dabei wurde der westliche Teil des Landkreises Sangerhausen einschließlich dem gesamten historischen Amt Heringen dem neu gegründeten DDR Kreis Nordhausen übertragen und kam somit zum Bezirk Erfurt. Das Amt Kelbra blieb mit all seinen Ortschaften im neuen verkleinerten Kreis Sangerhausen und kam zum Bezirk Halle, so auch das Dorf Berga.
Als Folge der Bodenreform nach dem Jahr 1945 wurden viele Privatbauern in LPG eingegliedert, die sich hauptsächlich auf Pflanzenproduktion und Tierproduktion stützten. Mit der zunehmenden Mechanisierung und Arbeitsteilung in der Landwirtschaft erhöhte sich der Anteil der täglichen Arbeitspendler für die Industrie und dem Dienstleistungssektor vor allem in den nahen Kreisstädten Sangerhausen, und Nordhausen, ebenso wie im Gipswerk Rottleberode, dem VEB Betonwerk Heringen, der Knopffabrik Kelbra oder der Vakuum in Roßla.

## Verkehr

### Eisenbahnverkehr
Der Bahnhof Berga-Kelbra wird stündlich vom Regional-Express der Relation Halle (Saale) ↔ Leinefelde / Kassel-Wilhelmshöhe bedient. Hier treffen sich die Bahnstrecke Halle–Hann. Münden und die Bahnstrecke Berga-Kelbra–Stolberg (Harz) (Thyraliesel). Bis 1966 fuhren auch Züge der Bahnstrecke Berga-Kelbra–Artern nach Berga.

### Busverkehr
Der öffentliche Personennahverkehr wird unter anderem durch den TaktBus des Bahn-Bus-Landesnetz Sachsen-Anhalt erbracht. Folgende Verbindung führt durch Berga:
- Linie 450: Sangerhausen ↔ Tilleda ↔ Roßla ↔ Berga ↔ Rottleberode ↔ Stolberg ↔ Breitenstein

### Straßenverkehr
Berga liegt an der L 151 / L 3080, dem Abschnitt der ehemaligen Bundesstraße 80, welche die Städte Nordhausen mit Sangerhausen verbindet. Nördlich von Berga und Bösenrode befindet sich die Bundesautobahn 38. Die Bundesstraße 85 (Bier- und Burgenstraße) von Passau an der Donau kommend, endete hier mitten im Ort, auf die damalige B 80 treffend. Die Bundesstraße 85 führt heute bis zur Anschlussstelle Berga der Autobahn und hat hier ihren nördlichsten und westlichsten Punkt. Weiter in nördliche Richtung über Uftrungen und Stolberg in den Harz hinein führt die Landstraße L 236, welche praktisch eine nördliche Verlängerung der B 85 darstellt.

## Politik

### Bürgermeister
Im Mai 2022 wurde Gunter Pabst zum Bürgermeister gewählt.

### Wappen
Das Wappen wurde am 2. August 2007 durch den Landkreis genehmigt.
| Wappen von Berga | Blasonierung: „In Gold allesamt aus einem grünen Berg wachsend eine grüne Linde, begleitet von vorn einem roten Kugelhochkreuz, und hinten einem gemauerten, spitzbedachten roten Turm mit pfahlweise 2 goldenen Fenstern.“ |
| Wappen von Berga | |

Die Farben der Gemeinde sind – abgeleitet von der Farbe des Hauptwappenmotivs und der Tinktur des Schildes – Grün-Gelb.

### Flagge
Die Flagge ist grün-gelb (1:1) gestreift und mittig mit dem Gemeindewappen belegt – bei der Längsform mit senkrecht verlaufenden Streifen und bei der Querform mit waagerecht verlaufenden Streifen.

## Kultur und Sehenswürdigkeiten

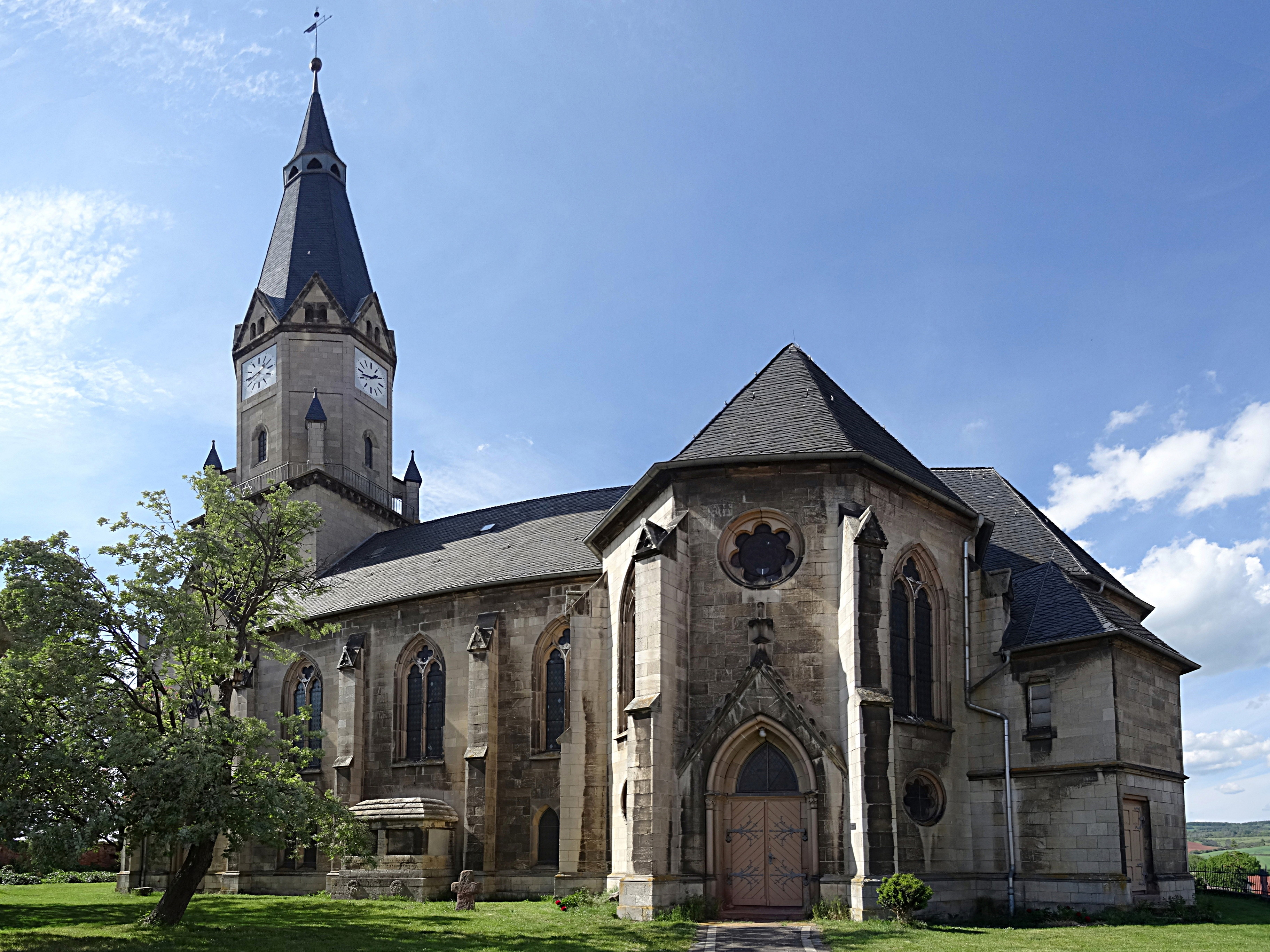
Petri-Pauli-Kirche in Berga

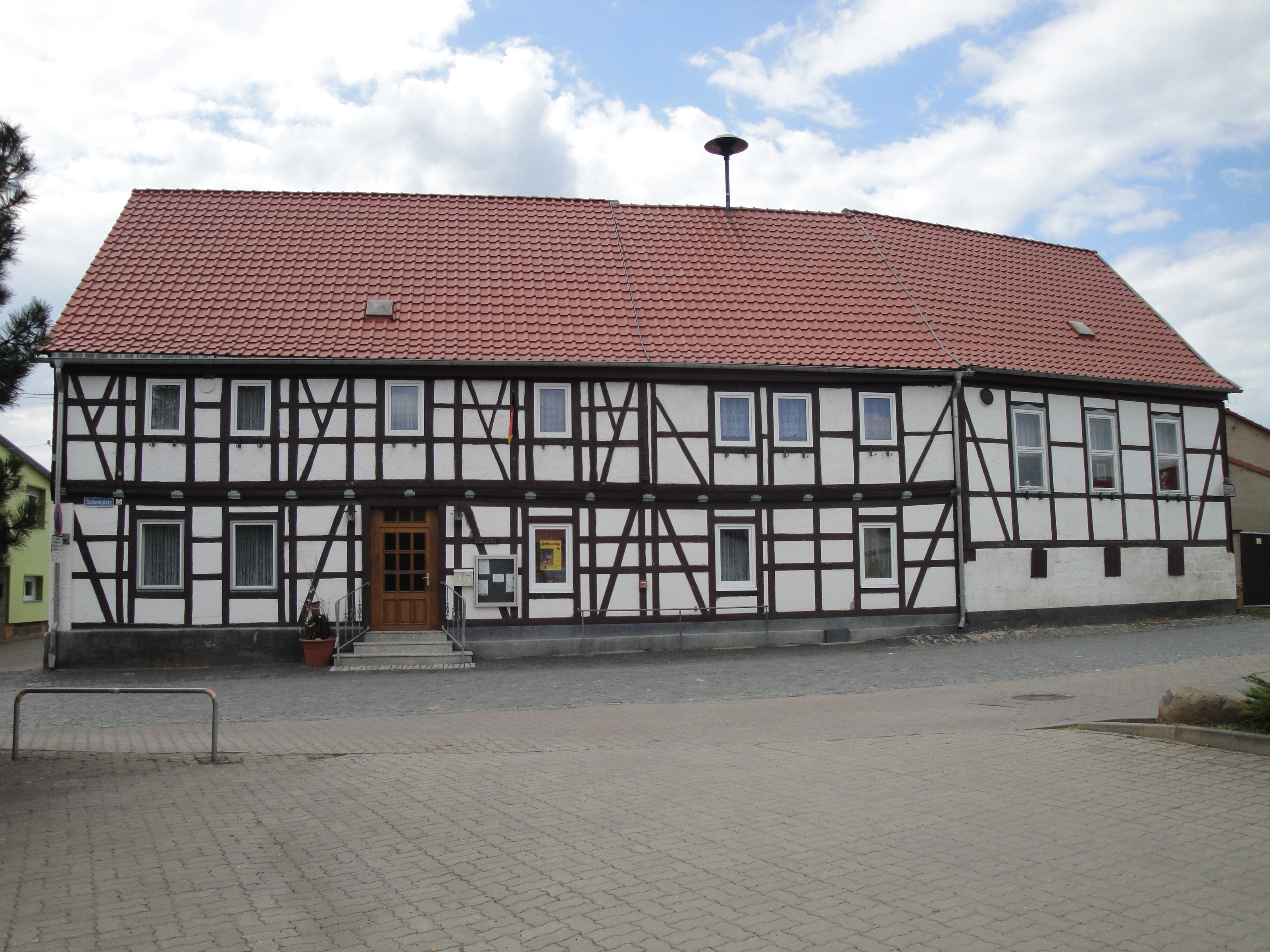
Gemeindeverwaltung Berga

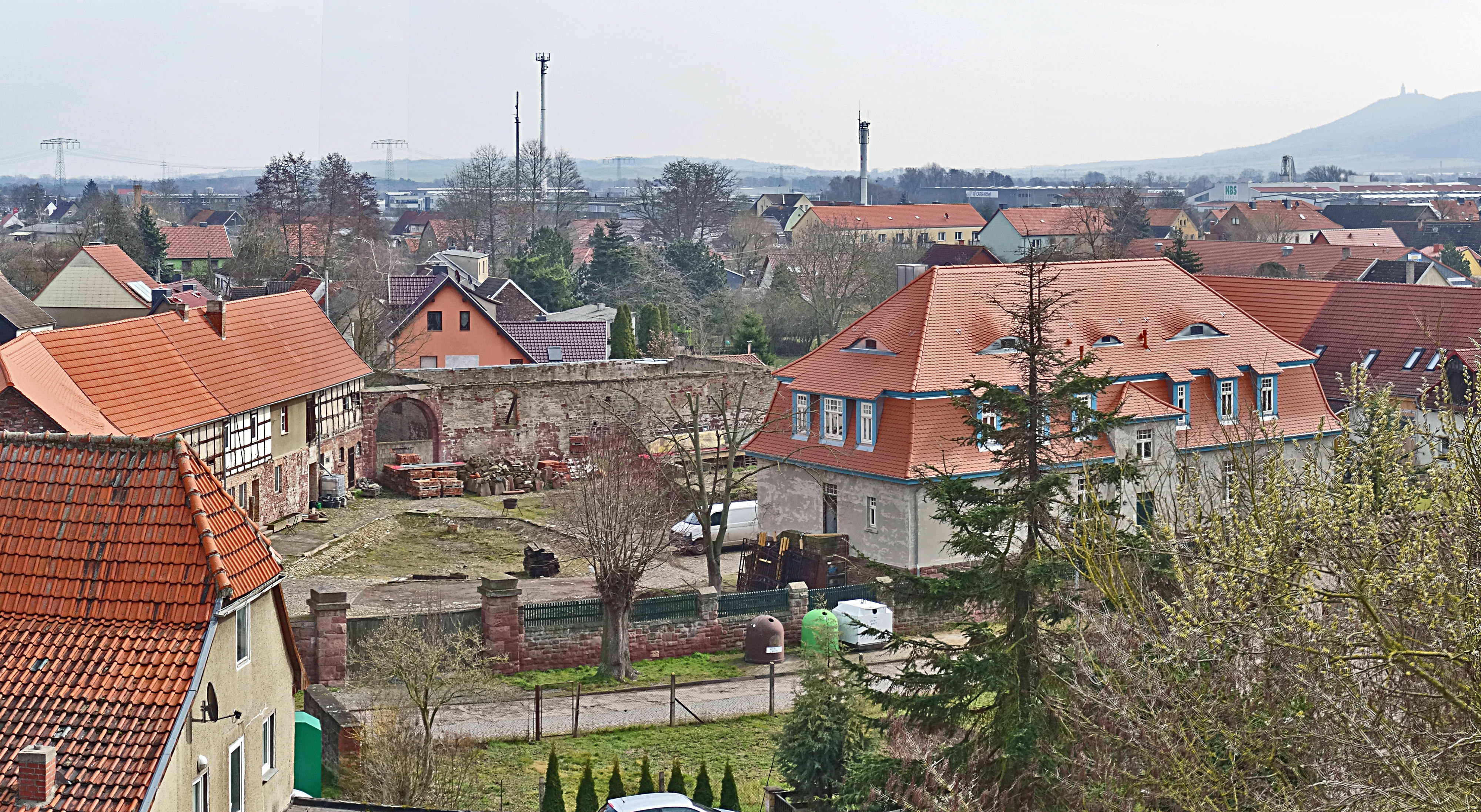
Hallesches oder Franckesches Waisenhausgut

### Bauwerke
- die Petri-Pauli-Kirche, geweiht am 11. Juli 1898
- das Gemeindeamt
- das alte Schulgebäude
- der Bahnhof Berga-Kelbra
- Hallesches oder Franckesches Waisenhausgut Berga

### Regelmäßige Veranstaltungen
Das öffentliche Leben in Berga wird von mehreren Vereinen geprägt.
- Karnevalssitzungen im Januar und Februar durch den Bergaer Karneval Club e. V.
- Osterfeuer am Karsamstag auf dem alten Sportplatz
- Sportfest im Juni, veranstaltet durch den SV Olympia Berga auf dem Sportplatz
- Kirmes am 2. Wochenende im Juli, organisiert durch den Dorfclub Berga e. V.
- Tontaubenschießen zur Kirmes auf dem alten Sportplatz, organisiert durch den Schützenverein Berga e. V.
- Sportlerball im November, veranstaltet durch den SV Olympia Berga
- Nikolausmarkt am 1. Advent, organisiert durch den Gewerbeverein Berga

## Persönlichkeiten

### In Berga geboren
- Johann Arnold Zeitfuchs (1671–1742), Chronist, Theologe und geistlicher Schriftsteller
- Johann Gottlob Leidenfrost (1715–1794), Mediziner und Theologe, der das nach ihm benannte Leidenfrostsche Phänomen beschrieb
- Heinrich Bleichrodt (1909–1977), Marineoffizier, Kommandant von U 67
- Christoph Führ (1931–2024), Bildungshistoriker
- Fritz Führ (1934–2024), Agrarwissenschaftler